# فرانچسکو ستاتوتو
فرانچسکو ستاتوتو (به ایتالیایی: Francesco Statuto) بازیکن فوتبال و اهل ایتالیا است که از سال ۱۹۹۵ میلادی عضو تیم ملی فوتبال ایتالیا بوده و در ۳ بازی ملی حضور داشته‌است. او در بازی‌های ملی‌اش گلی به ثمر نرساند.
فرانچسکو ستاتوتو آخرین بازی ملی خود را در سال ۱۹۹۵ میلادی انجام داد.